# Stokkøya
Stokkøya est une île du comté de Trøndelag, en Norvège. L’île est d’une superficie de 16,7 kilomètres carrés (4 100 acres) et située dans la région de Stokksund, dans la commune de Åfjord. Le plus grand village de l’île est Harsvika. Le point culminant de l’île est la montagne Kamman de 225 mètres.
Stokkøya est reliée au continent par le pont Stokkøy, entre les villages de Harsvika (sur l'île) et Revsnes sur le continent. Le pont Linesøy, en cours de construction, reliera Stokkøya à l’île de Linesøya au sud-ouest. La plus petite île de Lauvøya se trouve à environ 10 kilomètres au sud.

## Galerie

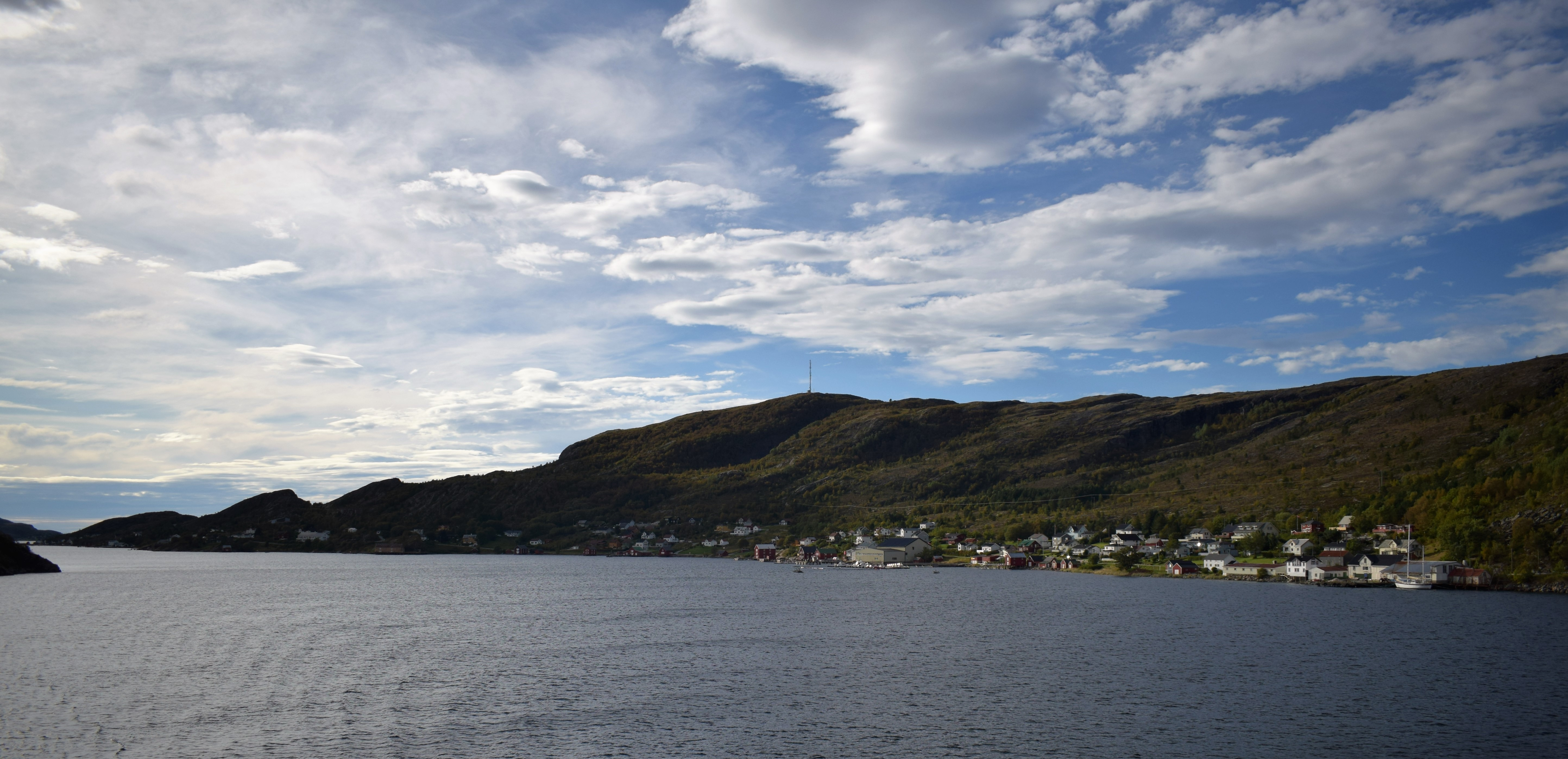
village de Harsvika
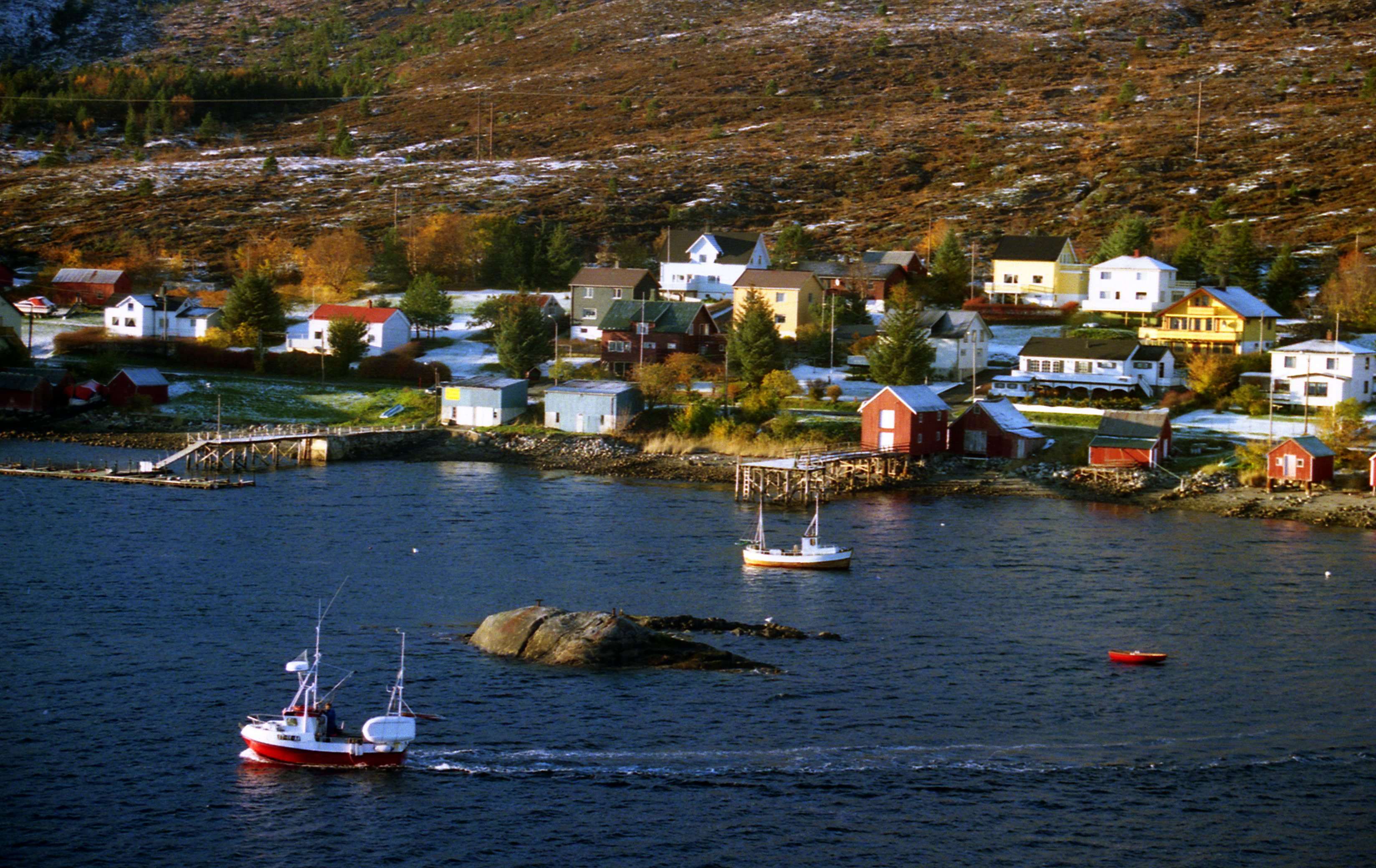
village de Harsvika
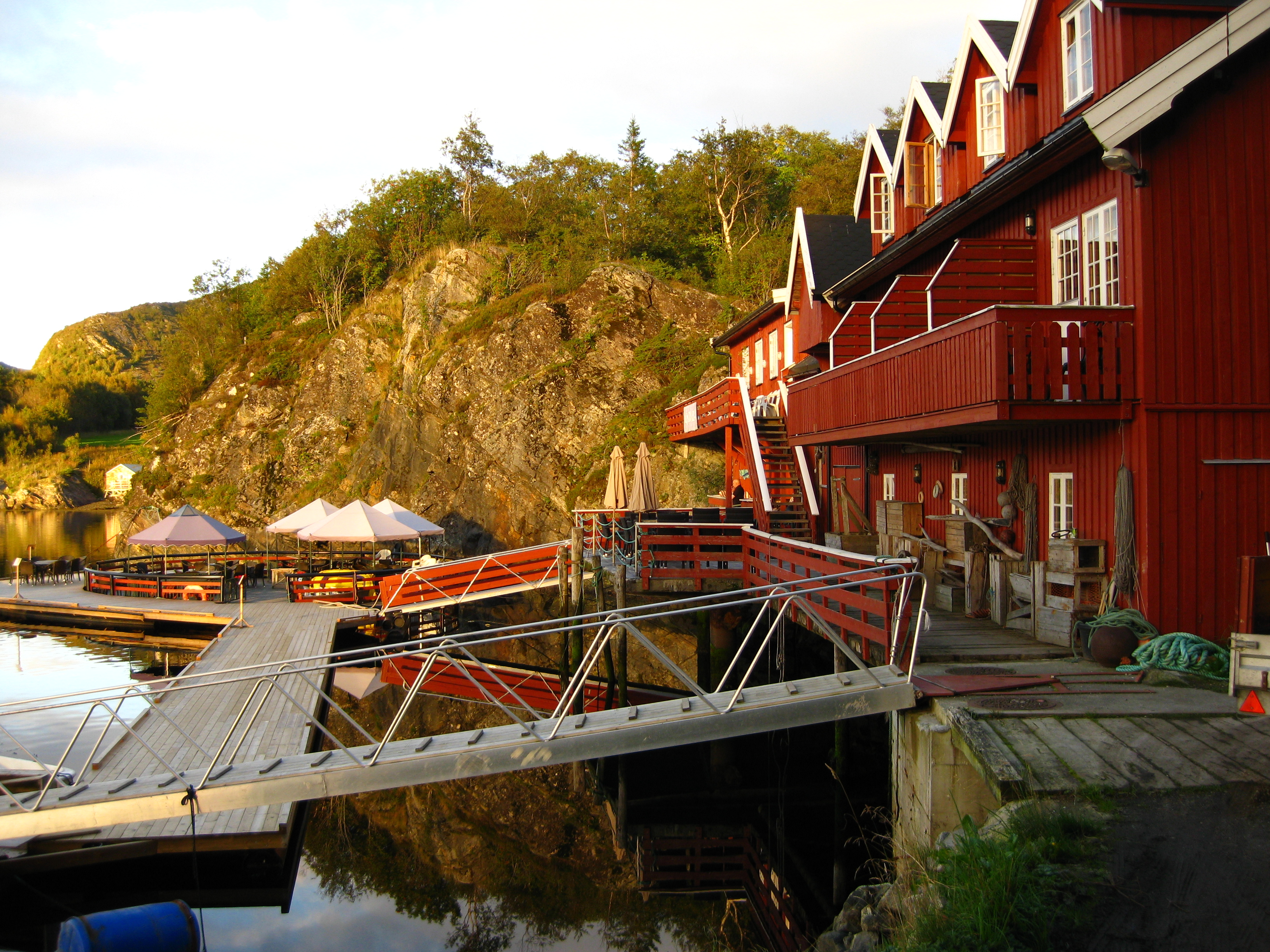
bâtiments du port
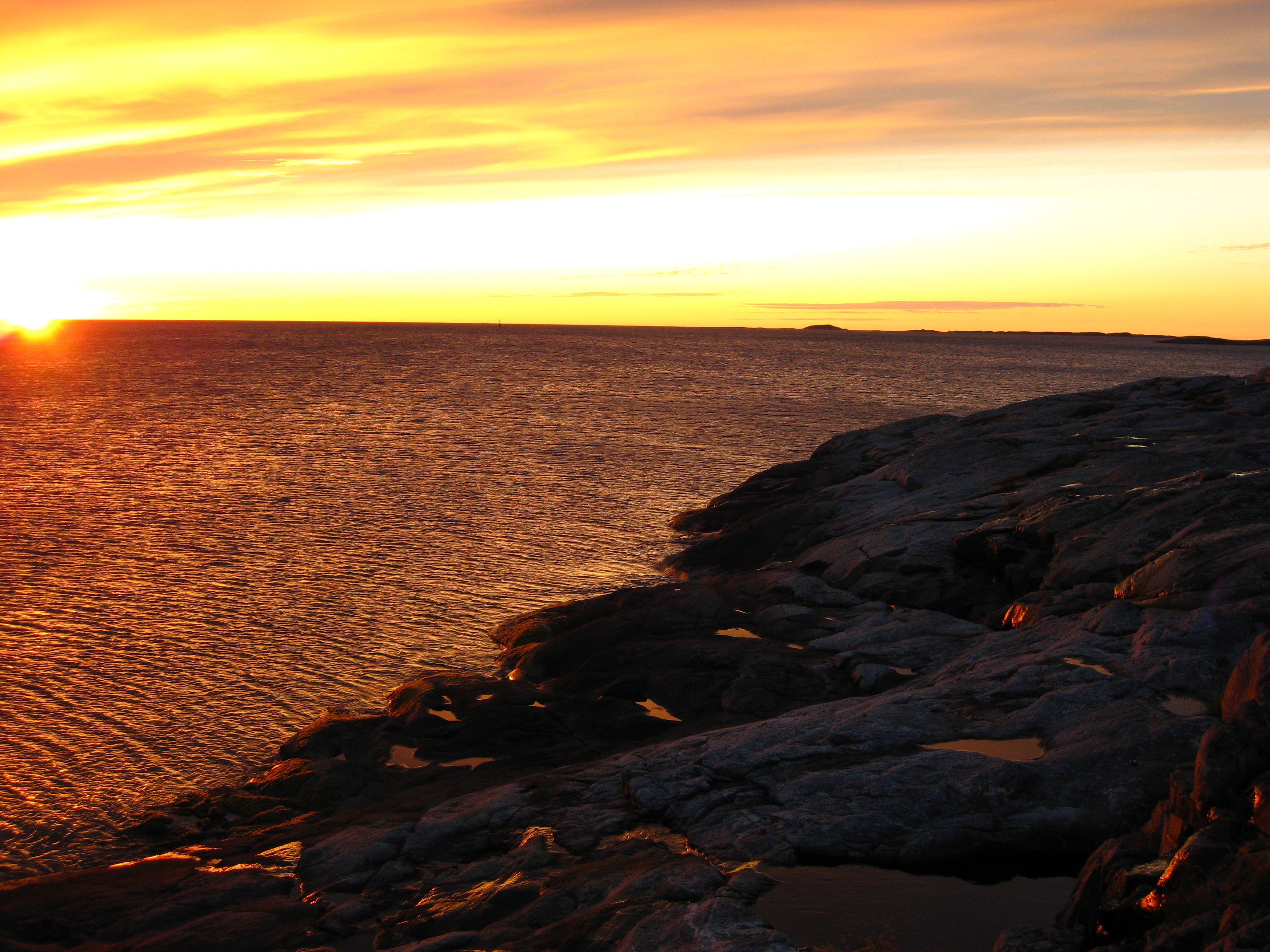
Coucher de soleil sur Stokkøya
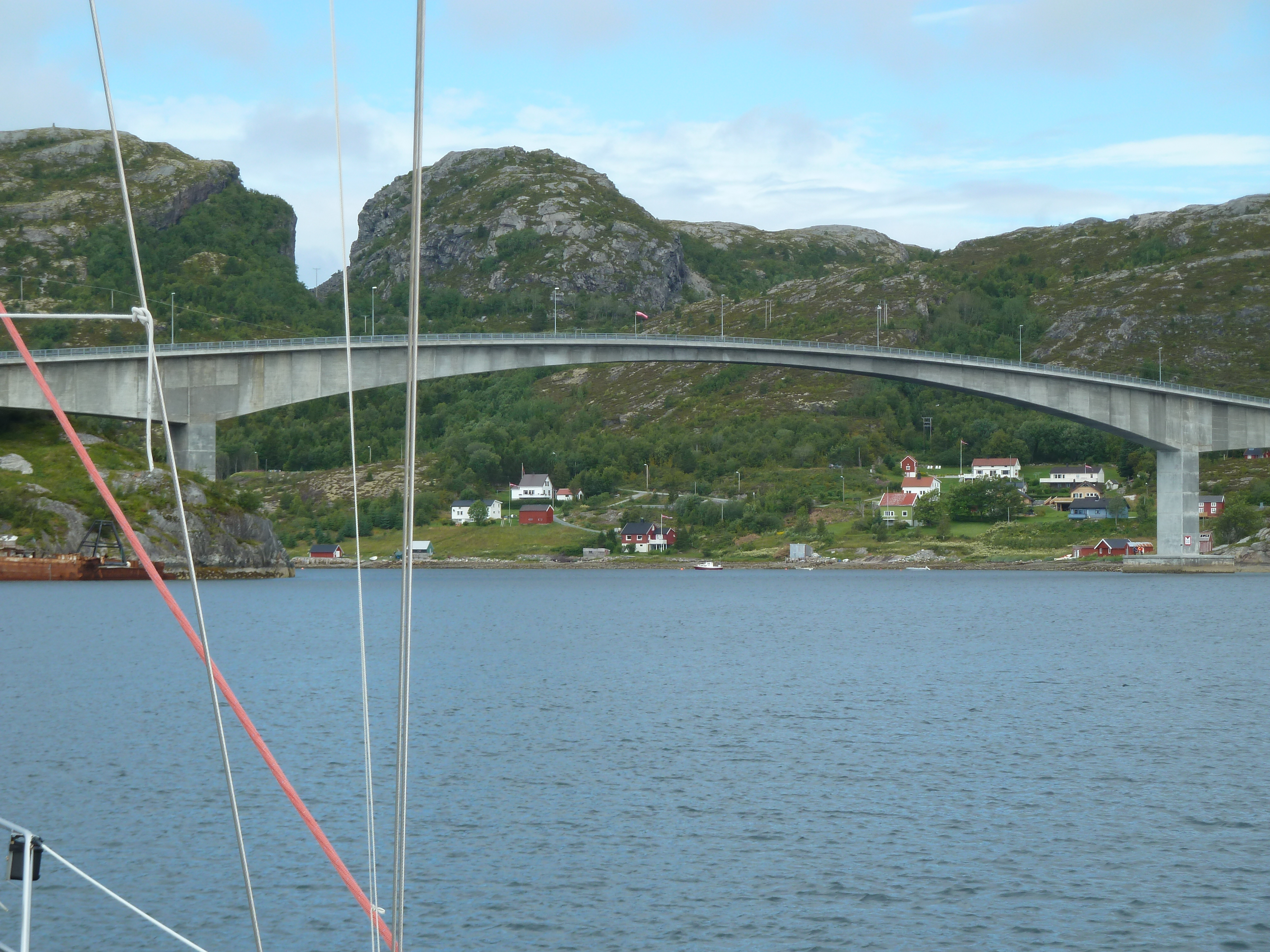
Pont Stokkøy